# Villexavier
Villexavier – miejscowość i gmina we Francji, w regionie Nowa Akwitania, w departamencie Charente-Maritime.
Według danych na rok 1990 gminę zamieszkiwało 269 osób, a gęstość zaludnienia wynosiła 27 osób/km² (wśród 1467 gmin regionu Poitou-Charentes Villexavier plasuje się na 740. miejscu pod względem liczby ludności, natomiast pod względem powierzchni na miejscu 832.).